# 가타오카촌 (도치기현)
가타오카촌(일본어: 片岡村)은 일본 도치기현의 북부, 시오야군에 속했던 촌이다. 

## 역사
- 1889년 4월 1일 - 정촌제 시행에 의해 시오야군 가타오카촌이 성립하였다.
- 1955년 1월 1일 - 야이타 정, 이즈미 촌을 합병해 야이타 정을 설치했다.
- 1958년 11월 1일 - 야이타 정이 시로 승격해 야이타 시가 되었다.

## 교통

### 철도
- 일본국유철도 (현 동일본 여객철도)
  - 도호쿠 본선 (우쓰노미야 선)

## 참고문헌
- 『栃木県町村合併誌 第三巻下』 栃木県、1956年3月。